# Hasslösa
Hasslösa is een plaats in de gemeente Lidköping in het landschap Västergötland en de provincie Västra Götalands län in Zweden. De plaats heeft 53 inwoners (2005) en een oppervlakte van 10 hectare. Hasslösa wordt omringd door zowel landbouwgrond als bos. In de plaats staat de kerk Hasslösa kyrka. De stad Lidköping ligt zo'n tien kilometer ten noordwesten van het dorp.

## Verkeer en vervoer
Bij de plaats loopt de Länsväg 184.